# Johannes Ramberg
Gustaf Johannes Valdemar Ramberg, född 11 januari 1898 i Järsnäs socken, död 1 februari 1954 i Stockholm, var en svensk läkare.
Johannes Ramberg var son till hyttmästaren Carl Gustaf Ramberg. Efter mogenhetsexamen i Västervik 1916 studerade han vid Uppsala universitet och blev medicine kandidat 1921 och medicine licentiat 1926 samt medicine doktor vid Karolinska Institutet 1939. Från 1940 var han docent i öron-, näs- och halssjukdomar vid Karolinska Institutet. Han hade diverse underläkarförordnanden vid länslasarettet i Stocksund 1924–1927 samt var amanuens vid öron-, näs- och halspolikliniken å Serafimerlasarettet 1928–1930 och vid motsvarande avdelning å Sabbatsbergs sjukhus 1930–1932. Dessutom uppehöll han lasarettsläkartjänster i Sundsvall och Jönköping kortare tider 1930–1931. 1933–1937 var Ramberg extra lasarettsläkare vid Norrköpings lasaretts öronavdelning och samtidigt praktiserande läkare i Norrköping. Ramberg var från 1938 praktiserande öronspecialist i Stockholm och 1940–1942 föreståndare för öronpolikliniken vid Karolinska sjukhuset. Han var från 1943 ordförande i Hörselfrämjandet i Stockholm (tidigare Dövas väl) samt startade 1944 föreningens tidning Språkröret, i vilken han medarbetade i sociala frågor. Ramberg skrev uppsatser i otologiska ämnen.